# The Raven (film 2012)
The Raven è un film del 2012 diretto da James McTeigue e con protagonisti John Cusack, Alice Eve e Luke Evans. Il titolo del film si riferisce alla famosa poesia di Edgar Allan Poe Il corvo (The Raven in lingua inglese).

## Trama
Nel 1849, a Baltimora, una donna e sua figlia vengono uccise (una strangolata e l'altra sgozzata) in una stanza chiusa e con una piccola finestra dagli architravi inchiodati. La polizia, capitanata dal detective Fields, scopre che in realtà i chiodi che bloccavano la finestra erano semplici bottoni che l'aprivano. L'indizio ricorda l'opera I delitti della Rue Morgue dello scrittore Edgar Allan Poe, autore ormai in rovina, dedito all'alcol e senza più ispirazione, che scrive racconti dell'orrore e recensioni in un giornale di proprietà del signor Maddux, che ormai vengono perlopiù scartati: i soli che sembrano credere nelle sue potenzialità sono il suo compositore tipografico Ivan Reynolds e la giovane Emily Hamilton, figlia del colonnello Hamilton nonché fidanzata dello stesso Poe. Lo scrittore viene dunque interrogato dal detective che, dopo averne ispezionato le mani, lo dichiara innocente non trovando tracce di sangue o di lotta.
Nel frattempo viene rapito e ucciso Lord Fellow, un rivale di Poe, squarciato in due da un'enorme lama dopo essere stato incatenato su un tavolo. Il detective e lo scrittore riconoscono nella scena del delitto alcune somiglianze con il racconto Il pozzo e il pendolo, insieme a una strana maschera. Quest'ultimo sospetta che il maniaco possa colpire anche a un ballo regale in maschera organizzato dal colonnello Hamilton, ispirandosi al racconto La maschera della morte rossa. La polizia si intrufola al ballo, ma l'assassino riesce a rapire Emily senza essere visto, usando come diversivo un attore vestito da Morte rossa. La donna viene nascosta sotto il pavimento di legno di quel che sembra un sotterraneo. Intanto Poe, costretto dal serial killer, inizia a scrivere un racconto prendendo spunto da quel che sta succedendo.
L'assassino commette poi un altro delitto, facendo ritrovare il corpo di un'attrice; Poe e la polizia si recano al teatro dove recitava e trovano una lingua come La verità sul caso di Mr. Valdemar. Fields riesce a intravedere l'assassino che fugge e lo insegue, ma questi scompare. Intanto Poe è costretto a trasferirsi dal detective a causa dell'incendio della sua casa e scopre che la strana sostanza rossa lasciata dall'assassino come firma non è sangue, oltre a essere magnetica.
Convinti che Emily sia nascosta nei sotterranei, gli agenti e Poe la cercano, ma invece della donna trovano il cadavere di un marinaio scomparso e precedentemente sospettato di essere il killer: il corpo era nascosto dietro un muro dei sotterranei, come la moglie dell'assassino ne Il gatto nero. La polizia raggiunge l'ennesimo luogo indicato dal maniaco: la cattedrale di Santa Croce. Durante un sopralluogo, il serial killer si fa vivo e sgozza l'agente Cantrell, ferisce gravemente Fields e poi scompare in un bosco, mentre Poe conclude il racconto scrivendo di essere disposto a dare la sua vita per Emily.
Maddux legge il racconto e, contento per la vendita delle copie dove è stato pubblicato a puntate, arriva a litigare con Poe. Ivan separa i due ma, la mattina seguente, Poe trova davanti a casa una copia del giornale in cui è stato pubblicato il finale del racconto ed un messaggio da parte dell'assassino. Nel leggerlo, capisce che il colpevole sapeva già come sarebbe finito il racconto e che quindi l'aveva letto prima che venisse pubblicato: infatti, la lettera è umida mentre il giornale è perfettamente asciutto. Contemporaneamente, Fields scopre che la sostanza rossa magnetica è inchiostro, capendo che il colpevole è legato al giornale. Poe si convince che l'assassino sia proprio Maddux e si reca al giornale per affrontarlo, trovandolo però morto con le mani amputate.
Alla fine, Poe si trova davanti il vero omicida: si tratta di Ivan, palesatosi dunque come un pericoloso squilibrato mentale, che confessa di aver ucciso anche suo padre e di aver fatto tutto questo soltanto per aiutare Poe a scrivere un ultimo racconto. Il colpevole dà poi allo scrittore un bicchiere di veleno, affinché lui lo beva per uccidersi e rispettando il finale del racconto; in cambio, Emily sopravviverà. Poe beve il veleno mentre Ivan sale su una carrozza per Parigi lasciando un indizio legato a Il cuore rivelatore, non prima di essere sbeffeggiato dallo scrittore che lo definisce una "sua creatura". Poe capisce che Emily è nascosta proprio sotto il pavimento del posto e riesce, con le poche forze che gli restano, a trovarla e liberarla, venendo poi soccorsa dalla polizia mentre Poe, defilandosi, raggiunge una panchina d'un parco nelle vicinanze e, sedutovisi, comincia a ripetere insistentemente il cognome di Ivan finché non riesce ad attirare l'attenzione d'un passante, al quale chiede col suo ultimo respiro di riferire a Fields che "si chiama Reynolds", morendo pochi istanti dopo che il passante se ne sia andato col suo messaggio.
Ormai giunto a Parigi, Ivan, nel salire sulla sua carrozza, viene sorpreso da Fields che lo fredda sparandogli a bruciapelo.

## Produzione
Le riprese del film sono cominciate il 9 novembre 2010 a Belgrado e Budapest. Inizialmente Jeremy Renner era stato preso come star del film, ma successivamente rinunciò alla parte per entrare nel cast del film Mission: Impossible - Protocollo fantasma. Anche Ewan McGregor era stato contattato per interpretare un ruolo, ma non accettò la parte. Il 28 agosto 2010 venne confermato che John Cusack avrebbe interpretato il ruolo di Edgar Allan Poe, il protagonista del film. Per la produzione della pellicola è stato investito un budget di 26 milioni di dollari.

## Distribuzione
Il 7 ottobre 2011 è stato distribuito online da Apple.com il primo trailer ufficiale del film e il 2 dicembre è stato distribuito il trailer internazionale. Successivamente, il 17 febbraio 2012 è stato diffuso il teaser trailer italiano del film, seguito il 23 febbraio dal full trailer ufficiale.
Il film è stato proiettato in anteprima nei cinema spagnoli, irlandesi e britannici a partire dal 9 marzo 2012. In Italia è stato distribuito a partire dal 23 marzo 2012 dalla Eagle Pictures ed è arrivato nelle sale statunitensi il 27 aprile.

## Accoglienza

### Incassi
Il film ha incassato 29,7 milioni di dollari al botteghino.

### Critica
Sull'aggregatore Rotten Tomatoes il film riceve il 22% delle recensioni professionali positive con un voto medio di 4,6 su 10 basato su 141 critiche, mentre su Metacritic ottiene un punteggio di 44 su 100 basato su 30 critiche.

## Riconoscimenti
- 2012 - Golden Trailer Awards
  - Nomination Miglior spot TV horror
- 2012 - Fright Meter Awards
  - Nomination Miglior attore a John Cusack
  - Nomination Miglior fotografia a Danny Ruhlmann
- 2012 - Rondo Hatton Classic Horror Awards
  - Nomination Miglior film a James McTeigue
- 2012 - World Soundtrack Awards
  - Nomination Scoperta dell'anno a Lucas Vidal